# Rudolf van Kamerijk
Rudolf van Kamerijk (870 - 896), ook gekend als Raoul van Cambrai, was een zoon van Boudewijn I van Vlaanderen en Judith van West-Francië. Hij was gehuwd met Aleida van Amiens (ca. 880 - ca. 909) en had een dochter met haar, Bertha van Kamerijk (ca. 897 - ca. 930).
Rond 888 werd Rudolf graaf van Kamerijk. In 896 vielen hij en zijn oudere broer Boudewijn het graafschap Vermandois aan en veroverden ze Atrecht, Saint-Quentin en Péronne. Later dat jaar, op 28 juni 896, werd Rudolf gevangen genomen door Herbert I van Vermandois, die hem vermoordde.